# Bamboléo
Pour le groupe de musique cubain, voir Bamboleo.
Singles de Gipsy Kings
Djobi, Djoba
(1987)
Bamboléo est une chanson du groupe Gipsy Kings extraite de leur troisième album studio, sorti en 1987 et intitulé Gipsy Kings.
La chanson a également été publiée en single. Elle a atteint la 5e place aux Pays-Bas, la 7e place en France, la 12e place en Autriche, la 18e place en Allemagne, la 19e place en Australie et la 23e place en Flandre (Belgique néerlandophone).
Aux États-Unis, la chanson a atteint la 6e place du classement Hot Latin Tracks de Billboard (pour la semaine du 7 janvier 1989).
Le couplet est inspiré d'une chanson folk vénézuélienne des années 1980, Caballo Viejo de Simón Díaz.
Le refrain, Bamboleo, provient, quant à lui, de la chanson de la chanteuse brésilienne d'origine portugaise Carmen Miranda qui porte ce titre.
Le clip du titre est réalisé par David Fincher.

## Reprises
- Julio Iglesias a repris la chanson sous le titre Caballo Viejo (Bamboleo). Martin Zarzar a repris cette version également (Caballo Viejo (Bamboleo)).
- Fania All Stars avec au chant Célia Cruz (version salsa, 1988; sur l'album Bamboleo)
- Ensiferum (groupe de viking metal finlandais) (2012)
- Chico & The Gypsies
- Pitbull, Gipsy Kings - Bandolero (2023)